# Hilimberua
Hilimberua is een bestuurslaag in het regentschap Nias Barat van de provincie Noord-Sumatra, Indonesië. Hilimberua telt 699 inwoners (volkstelling 2010).